# Cañadón Seco
Cañadón Seco è un comune (comisión de fomento secondo la nomenclatura amministrativa provinciale) dell'Argentina, appartenente alla provincia di Santa Cruz, nel dipartimento di Deseado.
Con la scoperta nel 1944 di giacimenti petroliferi nella zona, iniziò ad installarsi un centro urbano, che crebbe col tempo; la cittadina fu costruita, nella sua parte essenziale, tra il 1947 ed il 1949.
In base al censimento del 2001, nel territorio comunale, grande 2.500 ettari, dimorano 541 abitanti, con una diminuzione del 4,7% rispetto al censimento precedente (1991).